# Olly Alexander
Oliver Alexander Thornton (* 15. července 1990, Yorkshire), známý také jako Olly Alexander, je anglický herec, scenárista a hlavní zpěvák kapely Years & Years.

## Život

### Časná léta
Narodil se 15. července 1990 v Yorkshire. Jeho matka Vicki Thornton byla jednou ze zakladatelů Coleford Music Festival.

### Herecká kariéra
Alexandrova herecká kariéra začala v divadelních hrách a filmech jako jsou například Summerhill a Jasná hvězda, která byla v USA nominována na Oscara. Hrál také ve filmech Tormented nebo Vejdi do prázdna. Přispěl také k scénáři a hudbě filmu The Dish & the Spoon.
Od března do června 2013 hrál Petra Pana ve hře Peter and Alice, kde hrál také s Benem Whishawem a Judi Dench. Měl doplňkovou roli v konečné řadě seriálu Skins.
Roku 2014 hrál jednu z hlavních postav hudebního filmu God Help the Girl, kde také zpíval a hrál na kytaru. Film byl napsán a režírován Stuartem Murdochem, zpěvákem kapely Belle and Sebastian.
Objevil se také ve filmu Klub výtržníků, který byl adaptací divadelní hry Posh od Laury Wade. Hrál také upíra Fentona v seriálu Penny Dreadful.

### Hudební kariéra
Jeho kapela Years & Years byla založena roku 2010 a zpěvákem kapely se stal poté, co ho kytarista Mikey slyšel zpívat ve sprše.
Jejich debutový singl „Traps“ byl podporován Radiem 1 and Radiem 6. V září 2013 vydali svůj druhý singl „Traps“. Jejich třetí singl "Real" v únoru 2014. Roku 2014 skupina podepsala smlouvu s Polydor Records, který vydal jejich čtvrtý singl "Take Shelter". V prosinci 2014 byl vydán pátý singl „Desire“, který zaujmul 22. místo UK Singles Chart.
V lednu 2015 vydali svůj šestý singl „King“. V březnu 2015 zaujmul 1. místo UK Singles Chart. 10. července 2015 vydali svoje debutové album Communion.
V prosinci 2023 oznámil, že bude reprezentovat Spojené království na pěvecké soutěži Eurovision Song Contest 2024. s písní „Dizzy“ vydanou začátkem března 2024. Jako člen tzv. Velké pětky měl zajištěnou účast ve finále, kde obsadil 18. místo z 25 účastníků, přičemž od veřejnosti nezískal v hlasování ani jeden bod.

## Osobní život
Alexandr je gay. 

## Filmografie

### Filmy
| Rok  | Film                 | Role           | Poznámka |
| ---- | -------------------- | -------------- | -------- |
| 2008 | Summerhill           | Ned            |          |
| 2009 | Jasná hvězda         | Tom Keats      |          |
| 2009 | Tormented            | Jason Banks    |          |
| 2009 | Vejdi do prázdna     | Victor         |          |
| 2009 | Dust                 | Elias          |          |
| 2010 | The Fades            | Sám sebe       |          |
| 2010 | Gulliverovy cesty    | Princ August   |          |
| 2010 | The Dish & the Spoon | Kluk           |          |
| 2012 | Počasí jako malované | Tom            |          |
| 2012 | Nadějné vyhlídky     | Herbert Pocket |          |
| 2013 | Le Week-End          | Michael        |          |
| 2014 | God Help the Girl    | James          |          |
| 2014 | Klub výtržníků       | Toby Maitland  |          |
| 2015 | Funny Bunny          | Titty          |          |

### Televize
| Rok  | Jméno            | Role           | Epizoda                      |
| ---- | ---------------- | -------------- | ---------------------------- |
| 2009 | Vraždy v Oxfordu | Hayden Wishart | "Tajemství lásky"            |
| 2013 | Skins            | Jakob          | "Skins Pure"                 |
| 2014 | Penny Dreadful   | Fenton         | "Resurrection" a "Demimonde" |
| 2021 | It's a sin       | Ritchie Tozer  | hlavní role (5 epizod)       |

### Divadlo
| Rok                | Jméno           | Divadlo              | Dále hrají                    |
| ------------------ | --------------- | -------------------- | ----------------------------- |
| září–říjen 2010    | The Aliens      | Bush Theatre London  | Ralf Little a Mackenzie Crook |
| březen–duben 2012  | Mercury Fur     | Old Red Lion Theatre |                               |
| březen–červen 2013 | Peter and Alice | Noël Coward Theatre  | Judi Denchová a Ben Whishaw   |